# 神召會元朗錦光堂
神召會元朗錦光堂，是位於香港新界元朗鳳琴街的一家基督教五旬宗教會。1958年於錦田創立。總監督為劉金勝牧師，現任主任牧師是吳儀珠牧師。此教會因其獨特的堂會文化而聞名。

## 發展敘事
該堂於1958年成立，初時名為「基督教錦田福音堂」。一九九一年搬遷至元朗教育路興發大廈2字樓，定名為「神召會元朗錦光堂」。二零零二年時購置元朗商業中心三字樓，開設行政中心和錦光福音書房。二零零三年五月，該會購入元朗鳳琴街前「美都戲院」，並於十二月廿五日舉行落成感恩典禮，開始於新址舉行主日崇拜。現時，堂會持有兩個禮拜堂地址，位於教育路的「教育中心」（下稱「教中」)和位於鳳琴街的「敬拜中心」(下稱「敬中」）。2014年9月成立「錦光元朗綜合社區服務中心」以提供社會服務。

## 牧養架構
錦光堂內部分為十個「家」（大約200-1000人)，「家」底下由若干個「區」(25-75人）組成，而「區」底下分為若干個「組」(3人至20人）組成，分別由「家牧」、「區長」和「組長」領導。形成一個層級式的牧養架構。另外，依照分齡牧養的需要，該堂會把會眾分為六個「區」，分別是：兒童區（幼稚園至小六學生）、學生區（中一至中六學生）、職青區（未婚的社會人士）、成青區（已婚的社會人士）和長者區。在此基礎上，更分有七個專業團契，分別是：商人、紀律部隊、金融、會計師、醫護、教育和社會服務團契。

## 崇拜與禮儀模式
| 崇拜                     | 時間                         | 地點 |
| ------------------------ | ---------------------------- | ---- |
| 主日第一堂（晨禱）       | 上午5:00                     | 敬中 |
| 主日第二堂（中學生崇拜） | 取消（原定時間與第三堂一致） | 教中 |
| 主日第三堂               | 上午9:45                     | 敬中 |
| 主日第四堂               | 上午11:45                    | 敬中 |

該堂採用的崇拜程序是一般福音派教會的程序，分為大約25分鐘的現代敬拜，大約45分鐘至1小時的長篇講道跟大約15分鐘的回應。所選用的讚美詩絕大部分是華語、英語和粵語的現代詩歌。伴奏樂器則有爵士鼓、兩個鍵盤、結他與貝斯，無管風琴。間奏時會使用舌音禱告。不採用三代經課制，講者可以自己選經文與會眾分享，釋經內容帶導向性，信息以鼓勵福傳和個人生命成長/與神的關係為主，較少神學成分，多使用列點式（尤其是三點式）講道。
另外，錦光堂於平日設有晨禱會。內容是不固定的詩歌敬拜、舌音禱告與解經。

## 堂會文化與爭議
錦光堂非常重視福傳，每逢農曆新年也會舉辦「福從天降喜迎春」活動。於元朗區內派發單張，揮春和宣傳佈道會。該會每個月的最後一個主日都舉辦福音崇拜，鼓勵會眾邀請身邊人參與福音崇拜，其內容將一般崇拜講道的部分換成了數個「見證」，意即讓會眾上講台分享「他/她與神的經歷」。因此，錦光堂在網上的負面評價通常集中在「追數文化」，一旦達不到邀請「新朋友」來聚會的人數要求，就會被要求「反省自己『與神的關係』」。
錦光堂非常重視奉獻。根據網上資料，該堂會會半硬性地要求會眾每月繳交收入的十分之ㄧ，即「什一奉獻」。於2025年五月份有網友於Threads上傳一則貼文，內容附圖顯示一張署名為神召會元朗錦光堂的信件的一部分，顯示由於該網友達不到該堂會的「什一奉獻」要求而被告知將會取消其會籍，亦不可參與「小組」。
另外，錦光堂附近比鄰三家中學，分別是中華基督教會基元中學、中華基督教會基朗中學和聖公會白約翰會督中學。故此該堂會特別發展學生福音工作。成立了初期以大學生成員為主，近年加入中小學生的「Joyful and Peaceful Team」（簡稱ＪＰ ＴＥＡＭ）以更好應合校園福傳需要。鼓勵學生參與教會的各項活動，及走進校園進行福傳工作。

### 大復興[7]
於2021年2月12日，當時有一位「肢體」在晨禱會中在劉金勝牧師許可下發表預言，內容如是在2021年第二季終將出現一個「席捲全球、巨浪式的大復興」，並要以「40日禁食禱告」來預備。後來這預言的第一次應驗在教會中被認為2021年4月政府開放宗教場所的限聚令。大復興開始半年後，「平日晨禱」從教育中心遷移到敬拜中心舉行，參與人數大幅增長，這被視為是「大復興」最有力的證據。

### 特會
錦光堂曾多次舉辦及參與籌劃特會，包括內部的「醫治特會」。

## 2019年反修例運動期間的爭議
在2019年反修例運動時期，錦光堂多名牧者（包括時任堂主任劉金勝牧師和吳儀珠牧師）都曾對示威人士作出批評。其中，劉金勝牧師發表「示威者是被邪靈上身」。而吳牧師則指在教會內部WhatsApp群組發表警察暴力行為的片段是在「分裂教會」。
於元朗襲擊事件前後，教會官方曾轉變立場。劉金勝牧師曾表示「不與城市同行的教會，不配做神的教會」，並宣稱將開放教會給727遊行的示威人士作支援。但於事件發生當天，敬拜中心突然宣布提早關門，令人懷疑教會高層是否早已知悉當天晚上將會發生恐怖襲擊。其後，劉金勝在7月28日的主日崇拜中宣稱，「需要『一國一制』才能解決問題。」